# Рацкий, Игорь Александрович
И́горь Алекса́ндрович Ра́цкий (1937—1980) — советский литературовед. Специализировался на изучении последних пьес Шекспира — «Перикла», «Цимбелина», «Зимней сказки» и «Бури», — которым до работ Рацкого советское шекспироведение и советский театр уделяли сравнительно мало внимания.
Преподавал литературу в московском медицинском училище № 13 при больнице имени Н. Ф. Филатова. В 1974 году получил степень кандидата искусствоведения; тема диссертации — «Последние пьесы Шекспира». Автор статей о Шекспире и о трагикомедии в Большой советской энциклопедии.
По словам И. С. Приходько, «известными в шекспироведении благодаря выступлениям в Шекспировских чтениях стали имена А. В. Бартошевича, Л. Гениюшаса, А. Н. Горбунова, Н. А. Киасашвили, А. Т. Парфенова, М. Г. Соколянского, И. Ф. Тайц, И. И. Чекалова. Из молодых — рано ушедший из жизни многообещавший исследователь Шекспира И. Рацкий».

## Публикации
- Проблема трагикомедии и последние пьесы Шекспира // Театр. 1971. № 2. — Стр. 105—113.
- «Буря» Шекспира // Классическое искусство Запада. — М., 1973. — Стр. 123—148.
- Последние пьесы Шекспира и традиция романтических жанров в литературе // Шекспировские чтения, 1976 / под ред. А. А. Аникста. — М. : Наука, 1977. — Стр. 104—139.
- Некоторые концепции последнего периода шекспировского творчества в зарубежной критике XX в. // Современное искусствознание Запада. О классическом искусстве XIII—XVII вв. / под ред. А. Д. Чегодаева. — М. : Наука, 1977. — Стр. 250—287.
- «Перикл» Шекспира (На пути к романтической трагикомедии) // Шекспировские чтения, 1977 / под ред. А. А. Аникста. — М. : Наука, 1980. — Стр. 123—164.
- Из сценической истории шекспировской «Бури» // Шекспировские чтения, 1978 / под ред. А. А. Аникста. — М. : Наука, 1981. — Стр. 90—120.
- «Цимбелин» Шекспира // Шекспировские чтения, 1984 / под ред. А. А. Аникста. — М. : Наука, 1986. — Стр. 160—194.